# Global 30
Global 30 est le nom d'un programme du ministère de l'Éducation japonais initié en 2010 dans le but d'atteindre le seuil des 300 000 étudiants étrangers dans des universités japonaises à l'horizon 2020.
Un premier groupe de 13 universités ont été sélectionnées en 2010, 17 autres devant suivre par la suite pour former un groupe de 30 universités. En raison de difficultés financières, une date de sélection pour le second groupe a été ajournée.

## Liste des universités

### Universités nationales
- - Université du Tōhoku
  - Université de Tsukuba
  - Université de Tokyo
  - Université de Nagoya
  - Université de Kyoto
  - Université d'Osaka
  - Université de Kyūshū

### Universités privées
- - Université Keiō
  - Université Sophia
  - Université Meiji
  - Université Waseda
  - Université Dōshisha
  - Université de Ritsumeikan